# Max Horkheimer
Max Horkheimer (ur. 14 lutego 1895 w Zuffenhausen, k. Stuttgartu, zm. 7 lipca 1973 w Norymberdze) – niemiecki filozof i socjolog.

## Życie i działalność
Uczeń Hansa Corneliusa, z wykształcenia psycholog i filozof pochodzenia żydowskiego. W latach 1930–1958 profesor uniwersytetu we Frankfurcie nad Menem (z przerwą w latach 1933–1949), współzałożyciel oraz wieloletni dyrektor Institut fur Sozialforschung i współtwórca szkoły frankfurckiej. Przedstawiciel tzw. teorii krytycznej. Stworzył podstawy społeczno-ekonomiczne krytyki kapitalizmu z pozycji krytycznej teorii (zaliczanej niekiedy do tzw. neomarksizmu). Wpłynął na kształtowanie poglądów nowej lewicy.

## Publikacje w oryginale

### Dzieła zebrane
Gesammelte Schriften, wyd. Alfred Schmidt, Frankfurt am Main, S. Fischer, 1985−1996
- Vorträge und Aufzeichnungen 1949−1973 ; 1/3. Philosophisches, Würdigungen, Gespräche wyd. 1985
- Vorträge und Aufzeichnungen 1949−1973 ; 4/5. Soziologisches, Universität und Studium wyd. 1985
- Nachgelassene Schriften 1931−1949 ; 1/5. Vorträge und Aufsätze, Memoranden. Aufzeichungnen und Entwürfe, Poetische Versuche, Diskussionsprotokolle wyd. 1985
- Philosophische Frühschriften: 1922−1932 wyd. 1987
- „Dialektik der Aufklärung” und Schriften 1940−1950 wyd. 1987
- Nachgelassene Schriften 1914−1931 ; 1. Vorlesung über die Geschichte der neueren Philosophie wyd. 1987
- Nachgelassene Schriften 1914−1931 ; 4/7. Aufzeichnungen und Vorträge, Notizen, Poetische Versuche, Diskussionsprotokoll wyd. 1987
- Aus der Pubertät: Novellen und Tagebuchblätter, 1914−1918 wyd. 1988
- Schriften 1931−1936 wyd. 1988
- Schriften 1936−1941 wyd. 1988
- Nachgelassene Schriften 1949−1972 ; 5. Notizen wyd. 1988
- Nachgelassene Schriften 1949−1972 ; 1/4. Vorträge und Ansprachen, Gespräche, Würdigungen, Vorlesungsnachschrifte wyd. 1989
- Nachgelassene Schriften 1914−1931 ; 2/3. Vorlesung über die Geschichte der deutschen idealistischen Philosophie. Einführung in die Philosophie der Gegenwart (Vorlesung und Publikationstext) wyd. 1990
- „Zur Kritik der instrumentellen Vernunft” und „Notizen 1949−1969” wyd. 1991
- Briefwechsel 1913−1936 wyd. 1995
- Briefwechsel 1937−1940 wyd. 1995
- Briefwechsel 1941−1948 wyd. 1996
- Briefwechsel 1949−1973 wyd. 1996
- Nachträge, Verzeichnisse und Register / red. Gunzelin Schmid Noerr, oprac. Jan Baars wyd. 1996

### Wybrane teksty wydane osobno
- Anfänge der bürgerlichen Geschichtsphilosophie, Stuttgart, 1930
- Dämmerung. Notizen in Deutschland [pod ps. Heinrich Regius], Zürich 1934
- Dialektik der Aufklärung: philosoph. Fragmente [z Theodore’em Adorno], Amsterdam 1947
- Zur Kritik der instrumentellen Vernunft: aus d. Vorträgen u. Aufzeichn. seit Kriegsendem, Frankfurt am Main 1967

## Tłumaczenia na j. polski
Publikacje autorskie:
- Początki mieszczańskiej filozofii dziejów (Anfänge der bürgerlichen Geschichtsphilosophie), tłum. Halina Walentowicz, Warszawa 1995, Wydawnictwo Spacja
- Zmierzch. Notatki z Niemiec 1931−1934 (Dämmerung. Notizen in Deutschland), tłum. Halina Walentowicz, Warszawa 2002, KiW, ISBN 83-05-13219-6.
- (z Theodore’em W. Adorno) Dialektyka oświecenia. Fragmenty filozoficzne (Dialektik der Aufklärung. Philosophische Fragmente), tłum. Małgorzata Łukasiewicz, posłowie Marek Siemek, wyd. I: Warszawa 1994, Wydawnictwo IFiS PAN, s. 298, ISBN 83-86166-12-6; wyd. II: Warszawa 2010, Wydawnictwo Krytyki Politycznej, s. 320, ISBN 978-83-61006-85-5.
- Krytyka instrumentalnego rozumu (Zur Kritik der instrumentellen Vernunft), tłum. Halina Walentowicz, Warszawa 2007, Wydawnictwo Naukowe Scholar, ISBN 978-83-7383-206-0.

Antologie:
- Społeczna funkcja filozofii. Wybór pism, tłum. Jan Doktór, wybrał, opracował i wstępem poprzedził Roman Rudziński, Warszawa 1987, PIW, seria Biblioteka Myśli Współczesnej, ISBN 83-06-01474-X (zawiera teksty: Materializm a metafizyka, O problemie prawdy, Egoizm a ruch wolnościowy, Uzupełnienie, Społeczna funkcja filozofii, Krytyka instrumentalnego rozumu, Autorytet i rodzina w czasach współczesnych, Aktualność Schopenhauera)

Teksty w antologiach:
- Nowe pojęcie ideologii, tłum. Mirosław Skwieciński, [w:] Andrzej Chmielecki i inni (red.), Problemy socjologii wiedzy, Warszawa 1985, PWN
- (z Theodore’em W. Adorno) Elementy antysemityzmu. Granice oświecenia, tłum. Zofia Rybicka, [w:] Hubert Orłowski (red.), Wobec faszyzmu, Warszawa 1985, PIW
- Materializm i metafizyka, tłum. Jerzy Łoziński, [w:] Jerzy Łoziński (red.), Szkoła frankfurcka, Kolegium Otryckie, Warszawa 1985–1987
- Materializm i moralność, tłum. Jerzy Łoziński, [w:] ibid.
- Przyczynek do sporu o racjonalizm we współczesnej filozofii, tłum. Jerzy Łoziński, [w:] ibid.
- Przyczynek do problemu prawdy, tłum. Jerzy Łoziński, [w:] ibid.
- Egoizm i ruch wolnościowy. Przyczynek do antropologii epoki mieszczańskiej, tłum. Halina Walentowicz, [w:] ibid.
- Teoria tradycyjna a teoria krytyczna, tłum. Jerzy Łoziński, [w:] ibid.
- (z Herbertem Marcuse) Filozofia a teoria krytyczna, tłum. Jerzy Łoziński, [w:] ibid.
- Żydzi i Europa, tłum. Jerzy Łoziński, [w:] ibid.
- Społeczna funkcja filozofii, tłum. Jerzy Łoziński, [w:] ibid.
- Sztuka i kultura masowa, tłum. Janusz Stawiński, [w:] ibid.
- Kres rozumu, tłum. Janusz Stawiński, [w:] ibid.

Teksty w periodykach:
- Niemoc niemieckiej klasy politycznej, tłum. Jerzy Łoziński, [w:] Studia Filozoficzne nr 11 (192), Warszawa 1981
- Uwagi na temat antropologii filozoficznej, tłum. Krystyna Krzemieniowa, [w:] Studia Filozoficzne nr 7-8 (200-201), Warszawa 1982
- Teoria tradycyjna a teoria krytyczna, tłum. Jerzy Łoziński, [w:] Colloquia Communia nr 2 (7), Warszawa 1983
- Uzupełnienie, tłum. Jerzy Łoziński, [w:] ibid.
- List do S. Fischer Verlag, tłum. Jerzy Łoziński, [w:] ibid.
- Marks dzisiaj, tłum. Antoni Malinowski, [w:] Lewą Nogą nr 12, Warszawa 1999
- Filozofia jako krytyka kultury, tłum. Marcin Miłkowski, [w:] Przegląd Filozoficzno-Literacki nr 3 (9), Warszawa 2004
- Filozofia Kanta i oświecenie, tłum. Jakub Kloc-Konkołowicz, [w:] ibid.
- Marks dziś, tłum. Halina Walentowicz, [w:] ibid.
- Tęsknota za całkowicie Innym. Rozmowa z Helmutem Gumniorem (1970), tłum. Krzysztof Rosiński, [w:] Kronos nr 1 (1), Warszawa 2007

## Opracowania
Książki:
- Antoni Malinowski Szkoła frankfurcka a marksizm, Warszawa 1979, PWN
- Stanisław Czerniak Pomiędzy socjologią wiedzy a teologią negatywną: filozofa Maxa Horkheimera, Wrocław 1990, Zakład Narodowy im. Ossolińskich – Wydawnictwo/PAN
- Krzysztof Koptas Rozum, rzeczywistość i to, co całkiem inne. Teoria krytyczna Maxa Horkheimera, Warszawa 1998, Wydawnictwo Spacja
- Halina Walentowicz Tęsknota za lepszym. Historiozofia Maxa Horkheimera, Warszawa 2004, Wydawnictwo Naukowe Scholar
- Andrzej Szahaj Teoria krytyczna szkoły frankfurckiej, Warszawa 2008, Wydawnictwa Akademickie i Profesjonalne,

Teksty w periodykach:
- Halina Walentowicz, Przesłanki teorii krytycznej Maxa Horkheimera, [w:] Przegląd Filozoficzno-Literacki nr 3 (9), Warszawa 2004
- Halina Walentowicz, Ewolucja teorii krytycznej Maxa Horkheimera, [w:] ibid.
- Rafał Wonicki, Teoria krytyczna Maxa Horkheimera – rozwój i zmiana, [w:] ibid.
- Tomasz R. Wiśniewski, Max Horkheimer i poszukiwanie sensu historii, [w:] ibid.